# Bakhshi Khal
El Bakhshi Khal és un antic canal del districte d'Hugli (Hoogly) a Bengala Occidental, Índia. És el principal tributari del riu Rupnarayan en aquest districte. Rega la part de l'estat entre el riu Damodar i el riu Rupnarayan.